# 김재일 (배우)
김재일은 대한민국의 배우이다.

## 학력
- 명지전문대학 연극영상과

## 출연작

### 드라마
《가석방심사관 이한신》 (2024년, tvN) - 간사 역
《선재 업고 튀어》 (2024년, KBS) - 관리소장 역
《공동조례구역: JOA》 (2024년, 웹드라마) - 정만길 역
《암행어사: 조선비밀수사단》 (2020년, KBS) - 건주 역
《간택 - 여인들의 전쟁》 (2020년, TV조선) - 일원 역
- 《우아한 모녀》 (2019년, KBS) - 형사 역
- 《시크릿 부티크》 (2019년, SBS) - 검사 역
- 《수상한 장모》 (2019년, SBS) - 남편 역
- 《빅이슈》 (2019년, SBS) - 기획사 대표 역
- 《아스달 연대기》 (2019년, tvN) -  전사 역
- 《강남 스캔들》 (2019년, SBS) - 검사 역
- 《이몽 (드라마)》 (2019년, MBC) - 총독부직원 역
- 《검법남녀 2》 (2019년, MBC) - 장대리 역
- 《황후의 품격》 (2019년, SBS) - PD 역
- 《신의 퀴즈 5》 (2018년, OCN) - 성국 역
- 《추리의 여왕 2》 (2018년, KBS) - 오 변호사 역
- 《우리가 만난 기적》 (2018년, KBS) - 고 피디 역
- 《미워도 사랑해》 (2018년, KBS) - 맞선남 역
- 《매드 독》 (2018년, KBS)
- 《이름 없는 여자》 (2017년, KBS)
- 《W》 (2016년, MBC)
- 《미녀 공심이》  (2016년, SBS)
- 《스위치-세상을 바꿔라》(2018년, SBS) - 염종석 역
- 《대박》  (2016년, SBS)
- 《딴따라》 (2016년, SBS)
- 《사랑의 온도》 (2018년, SBS)
- 《용팔이》 (2015년, SBS)
- 《이판사판》 (2018년, SBS)
- 《아임쏘리강남구》 (2017년, SBS)
- 《푸른 바다의 전설》 (2017년, SBS) - 유시준 검사 역
- 《피고인》 (2017년, SBS)
- 《애인있어요》 (2017년, SBS)
- 《마녀의 성》 (2016년, SBS)
- 《데릴남편 오작두》 (2018년, MBC)
- 《왕은 사랑한다》 (2017년, MBC)
- 《도둑놈,도둑님》 (2017년, MBC)
- 《불야성》 (2016년, MBC)
- 《행복을 주는 사람》 (2016년, MBC)
- 《캐리어를 끄는 여자》 (2016년, MBC)
- 《다시 시작해》 (2014년, MBC)
- 《대군 - 사랑을 그리다》 (2018년, TV조선) - 종사관 역
- 《너의 등짝의스메싱》 (2018년, TV조선)
- 《무법 변호사》 (2018년, tvN)
- 《그녀는 거짓말을 너무 사랑해 (드라마)》 (2017년, tvN) - 김 비서 역
- 《명불허전 (드라마)》 (2017년, tvN)
- 《쇼트 (드라마)》 (2018년, OCN)
- 《아는 와이프》 (2018년, tvN)
- 《김비서가 왜 그럴까》  (2018년, tvN)
- 《사건번호 113》 (2013년, SBS) - 김기준을 아는 남자 역

### 영화
- 《강철비2》 (2020년) - 무전수 역
- 《은하》 (2016년) - 변호사 역
- 《바리새인》 (2014년) - 정수 역
- 《소수의견》 (2013년) - 고등검사 역
- 《들개들》 (2012년) - 강현태 역
- 《외사경찰》 (2012년) - 군인 역
- 《회초리》 (2011년) - 남훈사 역

### 뮤직비디오
- 박남정 - 멀리가요 (2017년)